# 河北省蠡县中学
河北省蠡县中学位于河北省保定市南部蠡县境内。蠡县中学是河北省示范性高级中学，始建于1914年，现在在蠡县县城内有东西两个校区。环境优美，设备齐全，有多媒体化的教室、教学楼、办公楼、实验楼、多功能餐厅、图书馆，一批新建的学生公寓、标准运动场、体育馆、游泳馆、天文台、天象馆等等。
多年来，蠡县中学为国家培养了大量栋梁之才，其中包括前人大副委员长王丙乾、国画大师黄胄、文学家梁斌等。现在，每年还会有大批的蠡中学子到全国各地的高校求学。蠡中学子心系母校，目前留学后在美国工作的校友赵军、李秉光等组织筹建了蠡县中学校友基金会，联系各地校友为母校家庭困难的学生筹备捐款，以助其求学之路。